# Norysca aurea
Norysca aurea là một loài thực vật có hoa trong họ Bứa. Loài này được (Lour.) Blume mô tả khoa học đầu tiên năm 1856.